# Anolis singularis
Espèce
Synonymes
- Deiroptyx singularis (Williams, 1965)

Anolis singularis est une espèce de sauriens de la famille des Dactyloidae. 

## Répartition
Cette espèce est endémique du Sud d'Hispaniola.

## Description
Les mâles mesurent jusqu'à 45 mm et les femelles jusqu'à 45 mm.

## Publication originale
- Williams, 1965 : The species of Hispaniolan green anoles (Sauria, Iguanidae). Breviora, no 227, p. 1-16 (texte intégral).